# Kései meggyvágó
A kései meggyvágó, vagy koronás meggyvágó (Hesperiphona vespertina) a madarak osztályának verébalakúak (Passeriformes) rendjébe és a pintyfélék (Fringillidae) családjába tartozó faj.

## Rendszerezése
A fajt William Cooper amerikai zoológus írta le 1825-ben, a Fringilla nembe Fringilla vespertina néven. Sorolták a Coccothraustes nembe is Coccothraustes vespertinus néven.

## Előfordulása
Kanada déli részén, az Amerikai Egyesült Államokban és Mexikó északi részén honos. Természetes élőhelyei a tűlevelű és vegyes erdők, valamint másodlagos erdők, városi parkok és gyümölcsösök.

## Megjelenése
Testhossza 22 centiméter, szárnyfesztávolsága 30-36 centiméter, testtömege 53-74 gramm. A két nem tollazata eltérő. Jellegzetes fehér szárnyfoltja és a hímek fekete-sárga színezete. A hím színei sötétebbek az ismertebb meggyvágóénál. Vállának és hátának felső része, valamint feje – beleértve az állat is – fénylő feketésbarna; homlok és annak folytatásában a szemöldökcsíkja kanárisárga. Háta fokozatosan válik barnássárgává, és olyanok felső farkfedői is. Nagy tollai feketék, de a karevezők hófehérek. A szárnyfedők barnás árnyalatú sárgák. A test a torok barnájából fokozatosan vált sárgára, az alsó farkfedők már egészen világosak. Hasa, válla és melle barnássárga. A tojó alul drapp. Ilyen színű a nyakörve is, egyébként feje és háta világosszürke. Csőre sárgás szaruszínű, lába piros.
|  |  |

## Életmódja
Rovarlárvákkal és magvakkal táplálkozik. Télen felkeresi a madáretetőket vagy délre vonul, így egyes csoportjai az USA középső, illetve keleti részén telelnek.

## Szaporodása
Csésze alakú fészkét gallyakból építi, rendszerint ágvillába.

## Természetvédelmi helyzete
Az elterjedési területe rendkívül nagy, egyedszáma is nagy, de gyorsan csökken. A Természetvédelmi Világszövetség Vörös listáján sebezhető fajként szerepel.